# العلاقات التونسية السويسرية
العلاقات التونسية السويسرية هي العلاقات الثنائية التي تجمع بين تونس وسويسرا.
لدى تونس سفارة في سويسرا، ولهذه الأخيرة سفارة في تونس. يذكر أيضا أنه لدى تونس تمثيلية دائمة لدى مكتب الأمم المتحدة في جنيف.

## مقارنة بين البلدين
هذه مقارنة عامة ومرجعية للدولتين:
| وجه المقارنة                                              | تونس                                       | سويسرا                                                                                      |
| --------------------------------------------------------- | ------------------------------------------ | ------------------------------------------------------------------------------------------- |
| المساحة (كم2)                                             | 163.61 ألف                                 | 41.28 ألف                                                                                   |
| عدد السكان (نسمة)                                         | 11.53 مليون                                | 8.21 مليون                                                                                  |
| الكثافة السكانية (ن./كم²)                                 | 70.47                                      | 198.89                                                                                      |
| العاصمة                                                   | تونس                                       | برن                                                                                         |
| اللغة الرسمية                                             | اللغة العربية                              | اللغة الألمانية، اللغة الإيطالية، لغة فرنسية، اللغة الرومانشية، الألمانية السويسرية الموحدة |
| العملة                                                    | دينار تونسي                                | فرنك سويسري                                                                                 |
| الناتج المحلي الإجمالي (بليون دولار)                      | 40.26 مليار                                | 678.89 مليار                                                                                |
| الناتج المحلي الإجمالي (تعادل القوة الشرائية) بليون دولار | 129.05 مليار                               | 518.07 مليار                                                                                |
| الناتج المحلي الإجمالي الاسمي للفرد دولار أمريكي          | 3.87 ألف                                   | 80.94 ألف                                                                                   |
| الناتج المحلي الإجمالي للفرد دولار أمريكي                 | 11.44 ألف                                  | 59.54 ألف                                                                                   |
| مؤشر التنمية البشرية                                      | 0.721                                      | 0.930                                                                                       |
| رمز المكالمات الدولي                                      | +216                                       | +41                                                                                         |
| رمز الإنترنت                                              | .tn                                        | .ch، .swiss ‏                                                                                |
| المنطقة الزمنية                                           | ت ع م+01:00، توقيت وسط أوروبا، ت ع م+02:00 | توقيت وسط أوروبا، ت ع م+01:00، ت ع م+02:00، أوروبا/زيورخ ‏                                   |

## منظمات دولية مشتركة
يشترك البلدان في عضوية مجموعة من المنظمات الدولية، منها:
| علم المنظمة | اسم المنظمة                               | تاريخ انضمام تونس | تاريخ انضمام سويسرا |
| ----------- | ----------------------------------------- | ----------------- | ------------------- |
|             | مؤسسة التمويل الدولية                     | 25 يوليو 1962     | 29 مايو 1992        |
|             | منظمة حظر الأسلحة الكيميائية              | ?                 | ?                   |
|             | يونسكو                                    | 8 نوفمبر 1956     | 28 يناير 1949       |
|             | البنك الإفريقي للتنمية                    | ?                 | ?                   |
|             | الاتحاد الدولي للاتصالات                  | 14 ديسمبر 1956    | 1866                |
|             | الأمم المتحدة                             | 12 نوفمبر 1956    | 10 سبتمبر 2002      |
|             | منظمة الشرطة الجنائية الدولية             | ?                 | ?                   |
|             | البنك الدولي للإنشاء والتعمير             | 14 أبريل 1958     | 29 مايو 1992        |
|             | الاتحاد البريدي العالمي                   | ?                 | ?                   |
|             | مؤسسة التنمية الدولية                     | 30 ديسمبر 1960    | 29 مايو 1992        |
|             | منظمة التجارة العالمية                    | ?                 | ?                   |
|             | الفريق المعني برصد الأرض                  | ?                 | ?                   |
|             | المركز الدولي لتسوية المنازعات الاستشارية | 14 أكتوبر 1966    | 14 يونيو 1968       |
|             | وكالة ضمان الاستثمار متعدد الأطراف        | 7 يونيو 1988      | 12 أبريل 1988       |

## أعلام
هذه قائمة لبعض الشخصيات التي تربطها علاقات بالبلدين:
- ساليم خليف (لاعب كرة قدم سويسري، 26 يناير 1994[29] – )
- فريد الماطري (لاعب كرة قدم سويسري، 16 يناير 1994[30] – )
- محمد الجدي (سياسي تونسي، 20 أبريل 1922 – 16 يناير 1979)
- نسيم بن خليفة (لاعب كرة قدم سويسري، 13 يناير 1992[31] – )
- ياسين الميكاري (لاعب كرة قدم تونسي، 9 يناير 1983[32] – )

## وصلات خارجية
- موقع وزارة الخارجية السويسرية